# Noël au bout des doigts
Pour plus de détails, voir Fiche technique et Distribution.
Noël au bout des doigts (Santa Switch) est un téléfilm de Noël américain réalisé par David S. Cass Sr. et diffusé le 7 décembre 2013 sur Hallmark Channel.

## Fiche technique
- Titre français : Noël au bout des doigts
- Titre original : Santa Switch
- Réalisation : David S. Cass Sr.
- Scénario : Rod Spence
- Musique : Nathan Wang
- Pays :  États-Unis
- Langue : Anglais
- Durée : 90 min

## Distribution
- Ethan Erickson (VF : Guillaume Lebon) : Dan Ryebeck
- Anne Dudek : Linda Ryebeck
- Sean Astin (VF : Jérôme Rebbot) : Eddie
- Annie Thurman (en) (VF : Elsa Bougerie) : Sally Ryebeck
- Donovan Scott (VF : Gérard Boucaron) : le Père Noël
- Griffin Cleveland : Joe Ryebeck
- Julia Cho : Ronnie
- Meg Cionni (VF : Adeline Chetail) : Gracie